# Anna Göldin, la dernière sorcière
Pour plus de détails, voir Fiche technique et Distribution.
Anna Göldin, la dernière sorcière (Anna Göldin, letzte Hexe) est un film germano-suisse réalisé par Gertrud Pinkus, sorti en 1991
Le film, basé sur le livre d'Eveline Hasler, relate l'histoire vraie d'Anna Göldin, la dernière personne en Suisse à être condamnée et exécutée pour sorcellerie, le 18 juin 1782.

## Fiche technique
- Titre : Anna Göldin, la dernière sorcière
- Titre original : Anna Göldin, letzte Hexe
- Réalisation : Gertrud Pinkus
- Scénario : Gertrud Pinkus, Stephan Portmann d'après le roman d'Eveline Hasler
- Musique : Benedikt Jeger et Sine Nomine
- Photographie : Franz Rath
- Montage : Suzanne Baron
- Production : Urs Aebersold, Lutz Kleinselbeck et Gertrud Pinkus
- Société de production : Alpha-Film, Hexatel, P & P Film et Schweizer Fernsehen
- Pays :  Allemagne et  Suisse
- Genre : Biopic, drame et historique
- Durée : 105 minutes
- Dates de sortie : 
  -  Suisse : 8 novembre 1991

## Distribution
- Cornelia Kempers : Anna Göldin
- Luca Kurt : Anne-Miggeli Tschudi
- Rüdiger Vogler : Dr Tschudi
- Ursula Andermatt : Mrs Tschudi
- Dominique Horwitz : Kubli
- Roger Jendly : Jaenneret
- Pinkas Braun : Camerarius